# Fuerte Berkeley
Fuerte Berkeley (Inglés: Fort Berkeley) es un fuerte militar histórico en la isla de Antigua, en Antigua y Barbuda. Está ubicado a la entrada del puerto English Harbour en la parroquia de Saint Paul . El fuerte fue construido en 1704 y ampliado a mediados del siglo XVIII. Es parte del Parque Nacional Nelson's Dockyard y del Patrimonio de la Humanidad por la UNESCO "Astillero Naval de Antigua y Sitios Arqueológicos Relacionados." 

## Historia
Fuerte Berkeley fue construido en 1704, en una franja de tierra peninsular a la entrada de English Harbour.Originariamente era una fortificación sencilla, compuesta por un recinto cerrado con puerta y caseta de vigilancia. Una construcción del gobierno de Antigua, el fuerte estaba atendido por empleados del gobierno en lugar de soldados.
En 1745, Fuerte Berkeley se amplió y mejoró significativamente con el desarrollo del astillero naval de English Harbour. La primera mitad de la nueva batería fue construida por el gobierno de Antigua. La segunda mitad fue construida por la Marina Real bajo el mando del comodoro Charles Knowles.Según Knowles, encargó la finalización de la construcción después de que el gobierno de Antigua se negara a continuar financiando la construcción.Como resultado, las dos mitades de la batería se construyeron con dos estilos arquitectónicos y tácticos diferentes.El gobierno británico criticó y destituyó al Comodoro Knowles de su cargo por involucrar a los británicos en la finalización de la batería, que consideraban responsabilidad del gobierno de Antigua.
Después de su ampliación en la década de 1740, Fuerte Berkeley tenía un cargador y una caseta de vigilancia, y estaba armado con 29 cañones: 19 cañones montados y una batería adicional de 10 cañones pertenecientes a la Armada. Además, el fuerte tenía una cadena de hierro colgada a través de la entrada del puerto desde Fuerte Charlotte. La cadena podría levantarse para evitar que los barcos entren al puerto.
En 1783, el gobierno de Antigua entregó el fuerte a la Armada británica. En 1807, los británicos agregaron el cargador de pólvora al fuerte. Hay pruebas de que Fuerte Berkeley se utilizó como estación de cuarentena. En 1843, un terremoto destruyó la mayor parte del muro original de Fuerte Berkeley.
Los restos actuales de Fuerte Berkeley incluyen el polvorín, la caseta de vigilancia, los muros almenados y un cañón de 1805 en su posición original. Se puede acceder al fuerte a través de un sendero natural corto llamado Fuerte Berkeley Trail.
En 1984, Fuerte Berkeley pasó a formar parte del Parque Nacional Nelson's Dockyard. En 2016, pasó a formar parte del Patrimonio Mundial de la UNESCO, ya que la UNESCO reconoció el astillero de English Harbour y los sitios arqueológicos militares circundantes juntos como "El Astillero Naval de Antigua y Sitios Arqueológicos Relacionados".

## Preservación
Se han implementado proyectos de estabilización debido a las olas que erosionan la península sobre la que se asienta el Fuerte. El Parque Nacional Nelson's Dockyard inició un programa de mantenimiento para mantener intactos los muros de Fuerte Berkeley para desviar las marejadas ciclónicas. La Autoridad de Parques Nacionales de Antigua ha discutido planes para una mayor estabilización de las ruinas y la protección de la península y el puerto.

## Galería

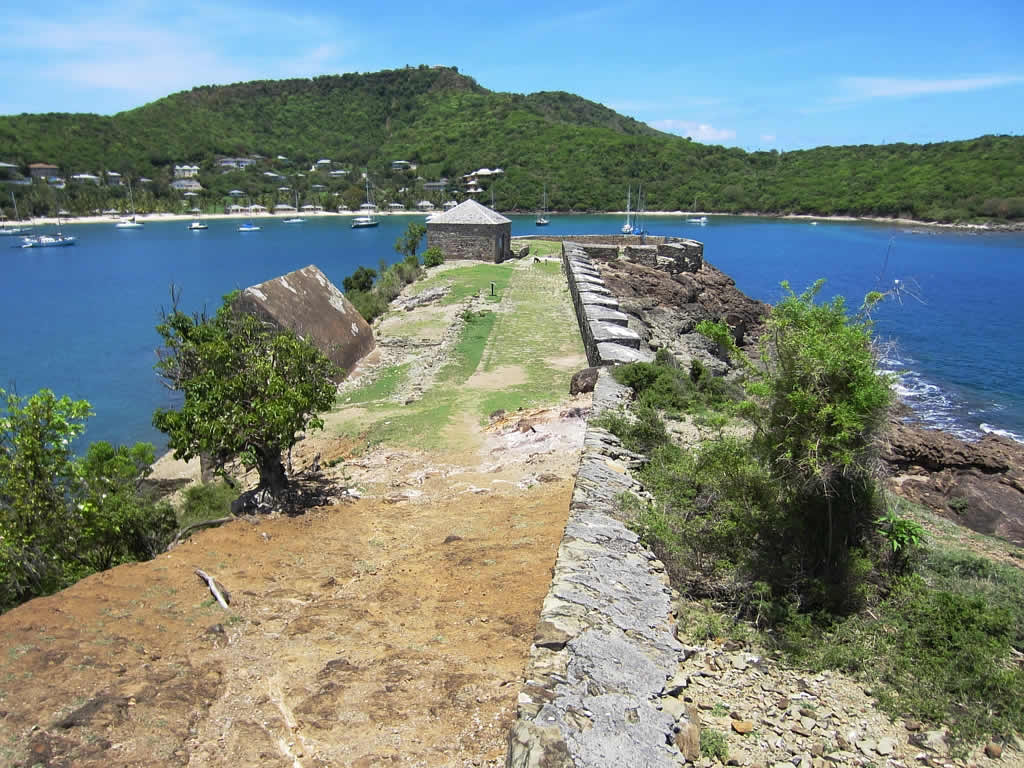
Ruinas del Fuerte Berkeley
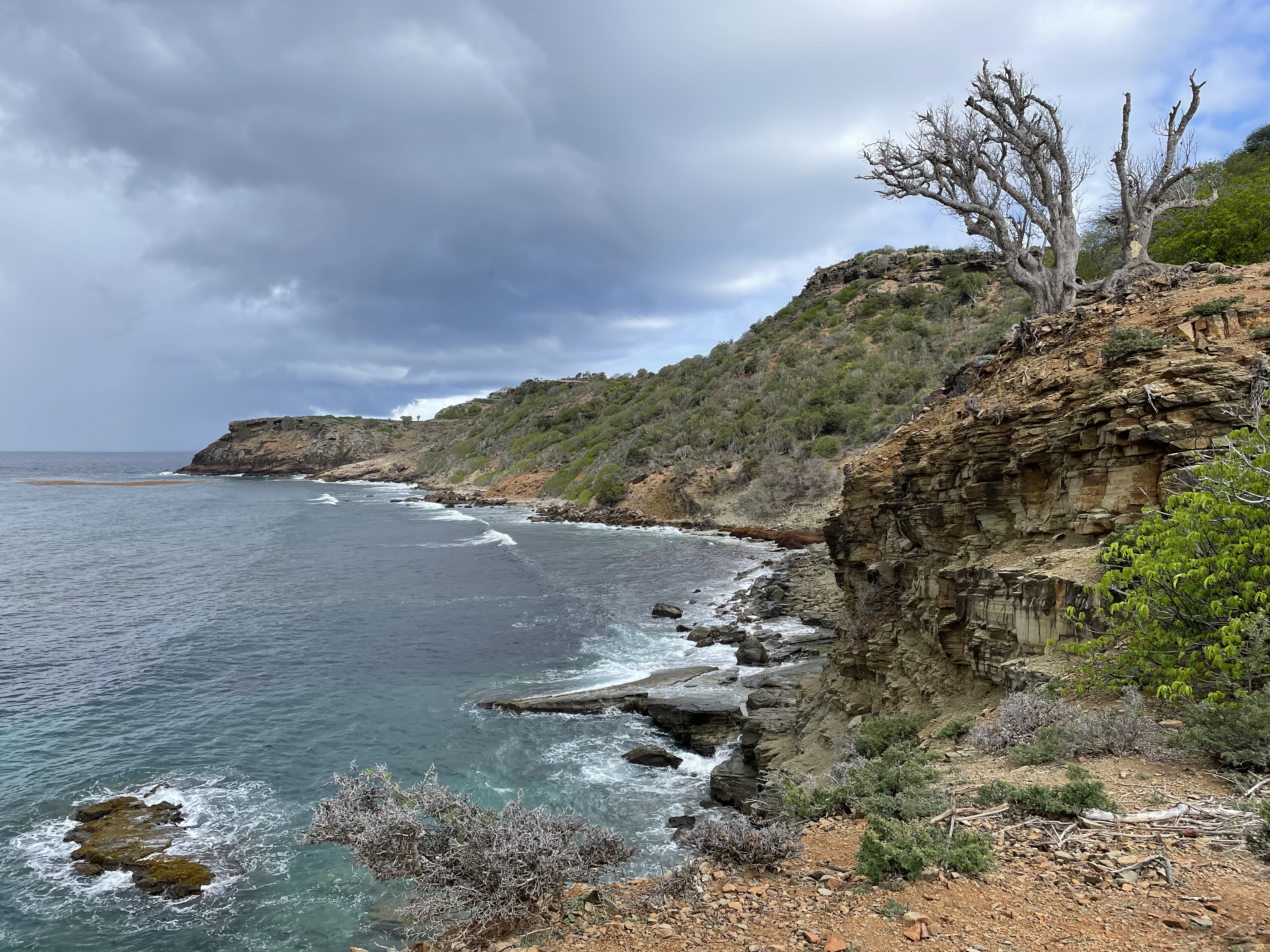
Vista del Fuerte Berkeley en la península
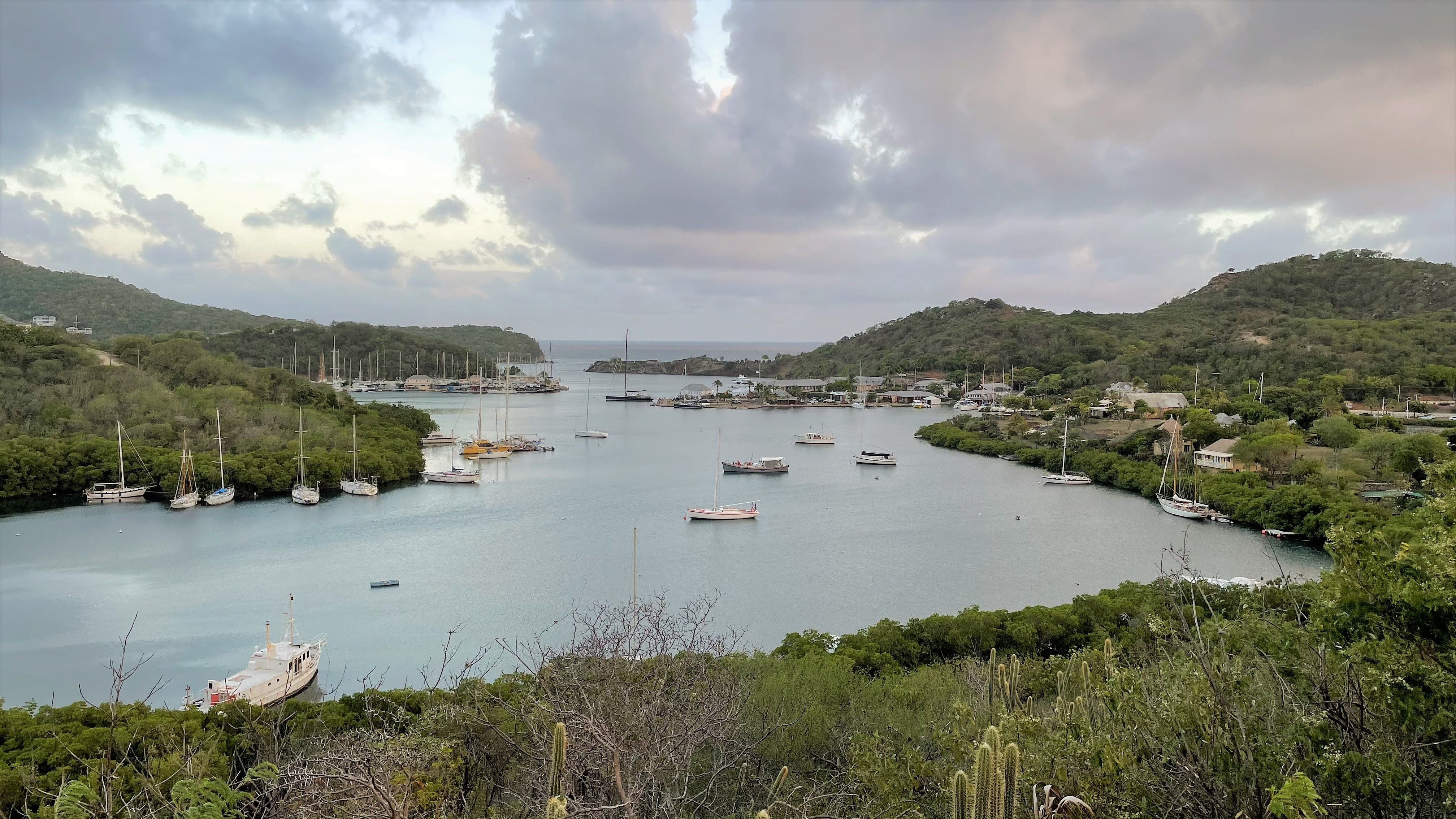
Vista del puerto English Harbour
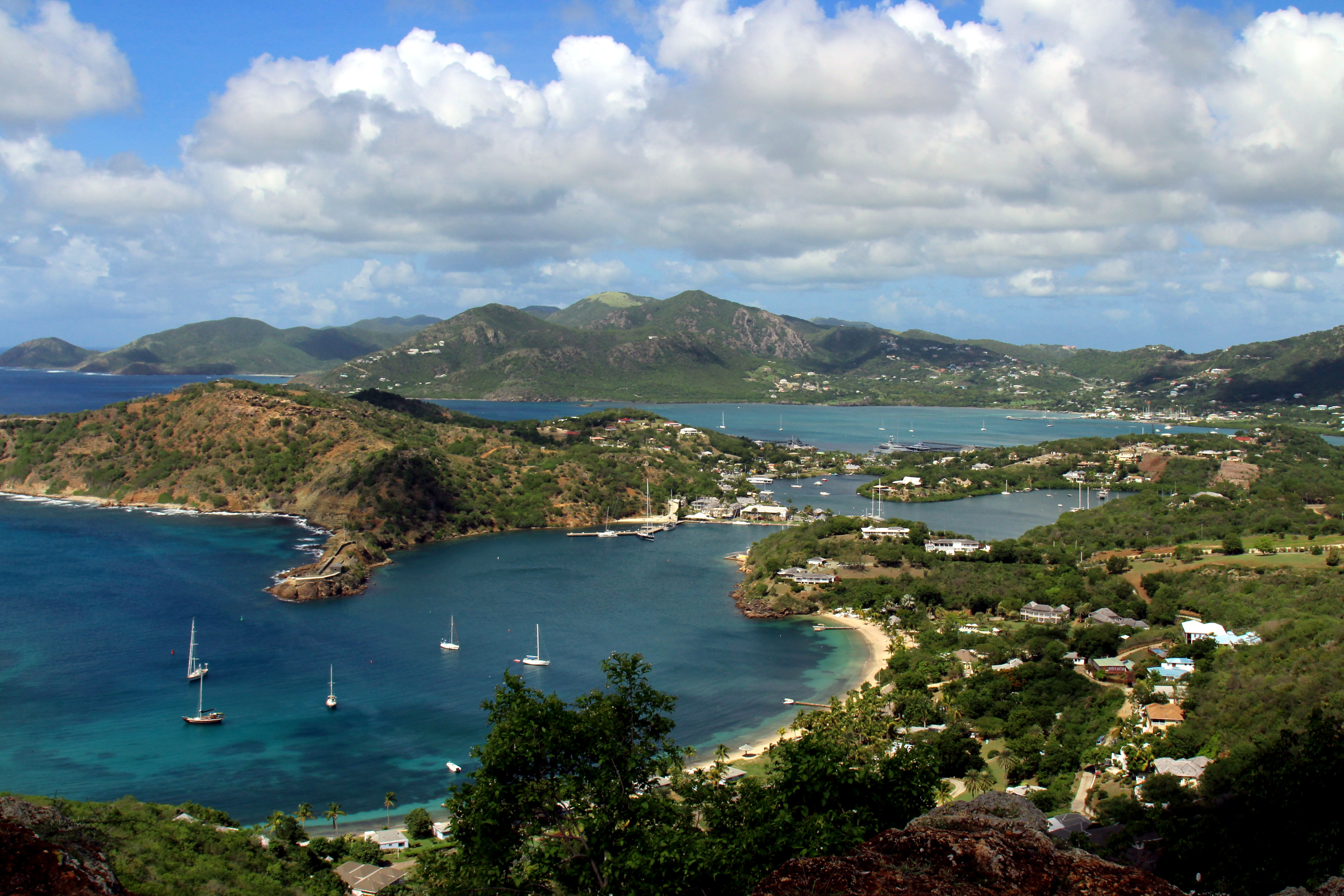
Vista de la entrada del puerto English Harbour